# ウィル・パデュー
ウィル・パデューことウィリアム・エドワード・パデュー（William Edward Perdue 1965年8月29日- ）はフロリダ州メルボルン出身の元プロバスケットボール選手。NBAのシカゴ・ブルズ、サンアントニオ・スパーズで４度のチャンピオンに輝いている。現在はコムキャストスポーツのシカゴ地区で解説者を務めている。

## 経歴
ヴァンダービルト大学在学中の1988年にはサウスイースタン・カンファレンスのバスケットボール年間最優秀選手となったばかりでなく、最優秀男子運動選手に選出されている。
1988年のNBAドラフトで全体11番目にシカゴ・ブルズに指名されて入団、NBAに在籍した13年間で通算1試合平均4.7得点、4.9リバウンドの数字を残した。ブルズでNBAファイナル3連覇を味わった後、1995年にデニス・ロッドマンとのトレードでサンアントニオ・スパーズに移籍した。
そして1999年のファイナルで4度目の優勝を経験した。1999年8月にフリーエージェントだったパデューは古巣ブルズと契約、67試合中15試合には先発出場、1試合平均2.5得点、3.9リバウンドをマークした。翌シーズンにはポートランド・トレイルブレイザーズと契約、13試合に1試合平均4.5分出場し1.3得点、1.4リバウンドの成績を残した。翌シーズンの開幕前にロサンゼルス・クリッパーズにトレードされるが、即日に解雇され引退した。